# Tim Griffin (Politiker)

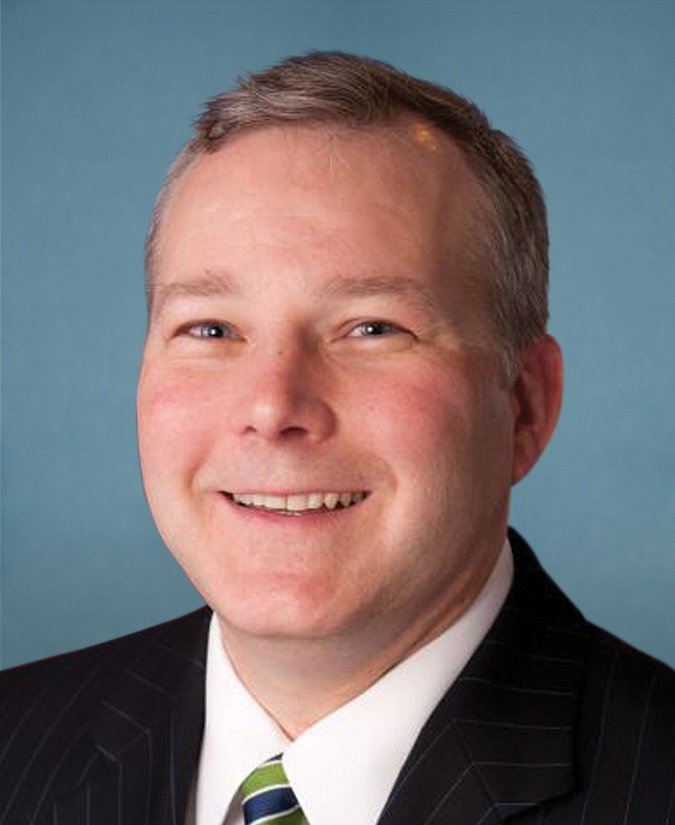
Tim Griffin (2013)

John Timothy „Tim“ Griffin (* 21. August 1968 in Charlotte, North Carolina) ist ein US-amerikanischer Politiker. Von 2011 bis 2015 vertrat er den Bundesstaat Arkansas im US-Repräsentantenhaus. Seit Januar 2015 ist er Vizegouverneur dieses Staates.

## Werdegang
Tim Griffin besuchte bis 1990 das Hendrix College in Conway (Arkansas). Nach einem anschließenden Jurastudium an der Law School der Tulane University in New Orleans und seiner 1994 erfolgten Zulassung als Rechtsanwalt begann er als Jurist zu arbeiten. Er gehört bis heute der Rechtsabteilung der Army-Reserve an. Zwischenzeitlich praktizierte er als privater Rechtsanwalt und schlug als Mitglied der Republikanischen Partei auch eine politische Laufbahn ein. Er war in den Jahren 2000 und 2004 im Wahlkampfteam von George W. Bush. Bei der umstrittenen Stimmenauszählung in Florida bei den Präsidentschaftswahlen des Jahres 2000 war er juristischer Berater der Republikaner.  Von Dezember 2006 bis Juni 2007 wurde er zum kommissarischen United States Attorney für den Eastern District of Arkansas ernannt. Er wurde jedoch nicht durch den US-Senat bestätigt.
Bei den Kongresswahlen des Jahres 2010 wurde Griffin im zweiten Wahlbezirk von Arkansas in das US-Repräsentantenhaus in Washington, D.C. gewählt, wo er am 3. Januar 2011 die Nachfolge des nicht mehr kandidierenden Demokraten Vic Snyder antrat. Er wurde Mitglied im Streitkräfteausschuss, im Auswärtigen Ausschuss und im Justizausschuss sowie insgesamt in sieben Unterausschüssen. Innerparteilich gehörte er dem konservativen Republican Study Committee an.
Bei den Kongresswahlen 2012 setzte Griffin sich mit 55:39 Prozent der Stimmen gegen den Demokraten Herb Rule durch. Im Jahr 2014 verzichtete er auf eine Wiederwahl und bewarb sich stattdessen um das Amt des Vizegouverneurs von Arkansas. Er gewann mit 57:39 Prozent der Stimmen gegen den Demokraten John Burkhalter und wurde damit Stellvertreter des neuen Gouverneurs Asa Hutchinson.